# Turmhügel Kutzenberg
Der Turmhügel Kutzenberg ist der Rest einer abgegangenen Turmhügelburg (Motte) am Südrand des gleichnamigen Dorfes Kutzenberg, eines Ortsteils von Ebensfeld im oberfränkischen Landkreis Lichtenfels in Bayern, Deutschland, am Rande der Mainaue. Über diese Niederungsburg sind nur wenige Informationen bekannt, sie wird grob als mittelalterlich datiert, und entstand wohl spätestens während des 12. Jahrhunderts. Erhalten hat sich von der Burg nur noch der Turmhügel, der Rest ist durch moderne Bebauung überformt worden. Die Stelle ist als Bodendenkmal Nummer D-4-5931-0016: Mittelalterlicher Turmhügel geschützt.

## Geschichte
Diese kleine Burg, ein Ministerialensitz des Hochstifts Bamberg, bestand spätestens seit dem ersten Viertel des 12. Jahrhunderts, denn um das Jahr 1110 wurde mit „Hartmout de Chozzinberge“ erstmals ein Angehöriger des Ortsadels genannt. Auch der um 1159 erwähnte „Erchembert von Chozzenberg“ war ein Bamberger Dienstmann. Das weitere Schicksal der Burg ist unbekannt. Mitte des 19. Jahrhunderts unter anderem 1842 von dem Archäologen Karl Wilhelmi wurden der Turmhügel und auch der in unmittelbarer Nähe liegende Turmhügel Hahnhof vom Frauendorfer Pfarrer Lukas Hermann als „heidnische Opferhügel“ bezeichnet. Wilhelmi meinte auch, dass auf diesen Opferhügeln im Mittelalter Gebäude standen, was Hermann aber wegen der beengten Platzverhältnisse zurückwies: „Da die unteren Schichten gar nichts enthalten, in den oberen Schichten aber bei verbrannter Erde und Steinen nebst wohl viel mittelalterlichen Gegenständen unbestreitbar heidnische Grabgefäßtrümmer zu Tage befördert wurden, so läßt sich diese Erscheinung nicht anders erklären, als daß sie ursprünglich heidnische Opferplätze waren, und im Mittelalter auch als Lagerplätze gebraucht wurden.“ Die von ihm beschriebenen Schichtlagen weisen dagegen allerdings umso deutlicher auf eine mittelalterliche Turmhügelburg hin.

## Beschreibung
Die Burgstelle liegt leicht erhöht am Ende eines kleinen Nebentals des Maines, das der Hetzengraben durchfließt. Von der ehemaligen Turmhügelburg an der Ostseite des Kutzenberger Gutshofes  hat sich nur der Turmhügel selbst erhalten. Dieser ist kreisrund und steil geböscht und hat noch eine Höhe von vier Metern, der Durchmesser des Hügelplateaus beträgt elf Meter. Durch die moderne Überformung des umliegenden Geländes, unter anderem durch Straßenbau, ist ein umlaufender Graben oder ein Wall nicht mehr feststellbar. Nur gegen den ansteigenden Hang an der Südostseite der Anlage kann wohl mit einiger Sicherheit ein Graben angenommen werden, heute verläuft dort eine Straße.